# Керекеш, Аттила
Атти́ла Ке́рекеш (венг. Kerekes Attila; род. 4 апреля 1954, Будапешт) — венгерский футболист, играл на позиции защитника. Участник чемпионата мира 1982 года.

## Биография

### Клубная карьера
Керекеш воспитывался в академии клуба «Бекешчаба Элёре Шпартакус», за который дебютировал в 1973 году. Керекеш стал одним из ключевых игроков команды, за которую играл в течение 12 сезонов, сыграв 294 игры и забил 14 голов. Покинув «Бекешчабу», перешёл в «Бурсаспор», в составе которого выиграл Кубок Турции в 1986 году.
В 1987 году вернулся в «Бекешчабу», в котором отыграл один сезон, выиграв Кубок Венгрии 1988 года. 
По окончании сезона перешёл в австрийский «Мариенталь», в котором отыграл два сезона и завершил игровую карьеру.

### Карьера в сборной
Был в заявке сборной Венгрии на чемпионате мира 1982 года, где сыграл один матч со сборной Бельгии; матч закончился со счётом 1:1. Всего за сборную Венгрии сыграл 15 матчей, в которых не забил ни одного мяча.

## Достижения
«Бекешчаба Элёре Шпартакус»
- Обладатель Кубка Венгрии (1) : 1987/88

 Бурсаспор
- Обладатель Кубка Турции (1) : 1985/86